# قضیه گرین

C_{1}, C_{2}, C_{3}, C_{4} مسیر تابع برداری C مفروض است که بعد از یک حرکت پاد ساعتگرد به مکان اولیه خود باز می‌گردد.

قضیه گرین، یکی از قضایای پر کاربرد در علم حساب دیفرانسیل و انتگرال است که انتگرال خطی منحنی بسته را به انتگرال دو گانه تبدیل می‌کند . نام این نظریه از نام جرج گرین گرفته شده است.
فرض کنیم که C منحنی ساده و بسته در صفحهٔ XY بوده و D ناحیه محدود و کراندار بین منحنی C باشد.اگر L و M توابعی از دو متغیر x و y بوده و در میدان D پیوسته و دارای مشتق جزئی مرتبه اول باشند، داریم:
{\displaystyle \oint _{C}(L\,dx+M\,dy)=\iint _{D}\left({\frac {\partial M}{\partial x}}-{\frac {\partial L}{\partial y}}\right)\,dA.}